# Elecciones generales de Brasil de 2022
Las elecciones generales de Brasil de 2022 se llevaron a cabo el domingo 2 de octubre de 2022 para elegir al presidente, al vicepresidente y al Congreso Nacional. Las elecciones para gobernadores y vicegobernadores estatales, Asambleas Legislativas Estatales y Cámara Legislativa del Distrito Federal se realizaron en simultáneo. Según un fallo de 2020 del Tribunal Superior Electoral, los partidos políticos deben asignar parte de sus listas y tiempo de emisión durante la campaña electoral a candidatos afrobrasileños.
El Tribunal Superior Electoral estimo que Brasil tuvo 148 millones de votantes habilitados para participar en las elecciones, lo que ubica al país como la segunda democracia más grande del hemisferio occidental y una de las más grandes de todo el mundo.
El entonces presidente Jair Bolsonaro, elegido para el primer mandato en 2018, fue candidato a la reelección para un segundo mandato. El expresidente Luiz Inácio Lula da Silva, elegido para el primer mandato en 2002 y reelegido para el segundo mandato en 2006, es candidato a rerreelección para un tercer mandato, después de que su sucesora, expresidente Dilma Rousseff, fuera elegida para el primer mandato en 2010 y reelegida para el segundo mandato en 2014. Anteriormente, Lula tenía la intención de postularse en 2018 con una ventaja sustancial en las encuestas sobre Bolsonaro antes de que el Tribunal Superior Electoral rechazara su candidatura debido a su condena en 2017 por cargos de supuesta corrupción y su posterior arresto. Sin embargo, una serie de sentencias posteriores del Supremo Tribunal Federal que cuestionaron la legalidad del juicio de Lula y la imparcialidad del juez Sergio Moro (que luego sería nombrado Ministro de Justicia y Seguridad Pública en el gobierno de Bolsonaro) llevaron a la liberación de Lula de prisión en 2019, seguida por la anulación de los casos de Moro contra Lula y la restauración de los derechos políticos de Lula para 2021. En respuesta a la ventaja de Lula en las encuestas preelectorales, Bolsonaro hizo varias denuncias prematuras e infundadas de fraude electoral. Muchos observadores denunciaron estas acusaciones como falsas y expresaron su preocupación de que Bolsonaro podría utilizarlas para cuestionar el resultado de las elecciones o ejecutar un autogolpe, en una estrategia que refleja al presidente estadounidense Donald Trump en sus esfuerzos para revertir el resultado de las elecciones presidenciales de 2020.
Como ningún candidato presidencial recibió la mayoría de los votos el 2 de octubre, Lula y Bolsonaro avanzaron a una segunda vuelta, prevista para el 30 de octubre de 2022. Las elecciones de segunda vuelta para gobernador en algunos estados también están programadas para la misma fecha. Algunos comentaristas también han señalado la importancia de esta elección para la selva amazónica, así como para el cambio climático. En la primera vuelta de las elecciones, once candidatos se postularon para la Presidencia de la República. Jair Bolsonaro recibió el 43,20% de los votos y avanzó a la segunda vuelta con Lula, primer clasificado, con el 48,43% del electorado, que disputó el cargo otras seis veces-siendo el candidato que más se postuló a la Presidencia desde el fin de la República Vieja -, ganando dos, en 2002 e 2006. Ambos centraron la atención en el escenario político durante los comicios, polarizado debido a divergencias ideológicas y realizado en plena recesión causada por la pandemia de COVID-19, mientras que otros candidatos buscaron presentarse como nombres alternativos de la tercera vía para votantes indecisos.
Una vez finalizados los resultados de las elecciones, una serie de manifestaciones en todo el país tomó curso, con camioneros bloqueando total o parcialmente algunas carreteras y con ciudadanos contrarios a la victoria de Lula pidiendo intervención federal e militar, protestando frente a cuarteles militares de diversas localidades.

## Contexto
De 1994 a 2014, las elecciones presidenciales en Brasil estaban dominados por candidatos de centro o centro derecha con el Partido de la Socialdemocracia Brasileña (PSDB) y la izquierda con el Partido de los Trabajadores (PT). Después de varios intentos fallidos en 1989, 1994, y 1998, el candidato del Partido de los Trabajadores Luiz Inácio Lula da Silva fue elegido en el 2002 y 2006. Su sucesora del mismo partido, Dilma Rousseff, fue elegida en 2010 y 2014. La polémica destitución de Rousseff en 2016 la destituyó de su cargo por mala conducta administrativa, y fue sucedida por su vicepresidente, Michel Temer del centrista Movimiento Democrático Brasileño (MDB). En 2017, el polémico caso de la operación Lava Jato resultó en que Lula fuera condenado por cargos de corrupción por el juez Sergio Moro y arrestado, lo que impidió su presentada su candidatura al tercer mandato en las elecciones de 2018, a pesar de su sustancial ventaja en las encuestas. Fue reemplazado como candidato presidencial de su partido por el exalcalde de São Paulo, Fernando Haddad, que perdió ante el candidato de extrema derecha Jair Bolsonaro del Partido Social Liberal (PSL), fue elegido en el 2018.
En 2019, Bolsonaro dejó el Partido Social Liberal (PSL). Esto fue seguido por la destitución o renuncia de muchos miembros de la administración de Bolsonaro, incluido Moro, a quien había designado como Ministro de Justicia y Seguridad Pública. Bolsonaro luego intentó crear otro partido, la Alianza por Brasil, pero no tuvo éxito. En 2021, Bolsonaro se unió al Partido Liberal (PL) y seleccionó a Walter Braga Netto del mismo partido como candidato a vicepresidente en lugar de Hamilton Mourão, el vicepresidente titular que se unió a los Republicanos y terminó postulando y ganando las elecciones para el Senado Federal en Río Grande del Sur.
Una serie de sentencias del Supremo Tribunal Federal que cuestionaron la legalidad del juicio de Lula y la imparcialidad del entonces juez Moro condujeron a la liberación de Lula de prisión en 2019, seguida de la anulación de los casos de Moro contra Lula y la restauración de los derechos políticos de Lula para 2021. Lula lanzó su candidatura a la presidencia en 2022, seleccionando como su candidato a la vicepresidencia a Geraldo Alckmin, quien había sido candidato presidencial del Partido de la Social Democracia Brasileña y su rival en el balotaje en las elecciones de 2006 y candidato en 2018 pero cambió su afiliación al izquierdista Partido Socialista Brasileño (PSB) en 2022. Los tres partidos que apoyaron a Bolsonaro en 2022 (Partido Liberal, Progresistas y Republicanos) habían apoyado a Alckmin en 2018 y a Rousseff en 2014. Después de la salida de Bolsonaro del Partido Social Liberal, el partido se fusionó con los Demócratas para formar la Unión Brasil (UNIÃO) en 2022.
Mientras que las elecciones de 2018 se trataron sobre cuestiones relacionadas con la lucha contra la corrupción, la seguridad pública y la renovación política, se especuló que la pauta principal de las elecciones de 2022 sería la economía y la gestión post-pandemia. Con desempleo, inflación y el regreso de hambre en Brasil, los estudios han demostrado que el principal interés de los votantes es la economía. La economía de Brasil sufrió sucesivas crisis desde 2014 y se estremece aún con la recesión mundial causada por la pandemia de COVID-19, sin embargo, Brasil es una de las excepciones, que se ha estado recuperando muy bien en la post-pandemia.
El gobierno de Jair Bolsonaro, no contó, según encuestas de opinión, con la aprobación mayoritaria. Alrededor del 54% de la población calificó su gestión como mala o pésima en febrero de 2022. Durante el mismo, hubo un alto índice debido a la pandemia de COVID-19, lo que le provoca un desgaste adicional de sus líneas negacionistas.

## Sistema electoral

Logotipo oficial de las elecciones de 2022

El voto en Brasil está permitido para ciudadanos mayores de 16 años y obligatorio para aquellos entre 18 y 70 años. Aquellos que no voten en una elección y luego no presenten una justificación aceptable (como estar ausentes de su lugar de votación en ese momento) deben pagar una multa de 3.51 BRL (equivalente a 0.96 USD). Los ciudadanos brasileños que residen en el extranjero solo pueden votar para la elección de presidente, los ciudadanos portugueses que residan legalmente en Brasil durante más de tres años también pueden registrarse para votar en las elecciones brasileñas.

### Elecciones presidenciales
El presidente y el vicepresidente de Brasil se eligen mediante el sistema de segunda vuelta electoral. Los ciudadanos pueden presentar sus candidaturas a la Presidencia y participar en las elecciones generales, que se celebran el primer domingo de octubre (en este caso, el 2 de octubre de 2022). Si un candidato recibe más del 50% de los votos totales, es elegido sin necesidad de una segunda vuelta. Pero si ningún candidato alcanza el 50% de votos, se lleva a cabo una segunda vuelta de votaciones el último domingo de octubre (en este caso, el 30 de octubre de 2022). En la segunda vuelta solo participan los dos candidatos que obtengan más votos en la primera vuelta. El ganador de la segunda vuelta es elegido presidente de Brasil.

### Elecciones de gobernadores
Los gobernadores y vicegobernadores de todos los estados y del Distrito Federal serán elegidos, mediante el sistema de segunda vuelta electoral si es necesario, de la misma forma que la elección presidencial.

### Asambleas Legislativas Estatales
Serán elegidos todos los miembros de las Asambleas Legislativas Estatales y de la Cámara Legislativa del Distrito Federal, que varían en tamaño de 24 a 94 escaños. Estas elecciones también se llevan a cabo utilizando la representación proporcional de lista abierta, con escaños asignados utilizando el cociente simple.

### Senado
Un tercio de los 81 miembros del Senado Federal serán elegidos, los otros dos tercios habrán sido elegidos en 2018. Se elegirá un candidato de cada uno de los estados y del Distrito Federal mediante votación por mayoría.

### Cámara de Diputados
Los 513 miembros de la Cámara de Diputados serán elegidos, con candidatos elegidos de 27 distritos electorales multinominales correspondientes a los estados y el Distrito Federal, que varían en tamaño de 8 a 70 escaños. Las elecciones de la Cámara se llevan a cabo utilizando la Escrutinio proporcional plurinominal de listas abiertas, con escaños asignados utilizando el cociente simple. Los asientos restantes se asignan mediante el método D'Hondt.

### Candidatos y partidos políticos
Todos los candidatos a cargos federales, estatales, del Distrito Federal y municipales deben ser nominados por un partido político. Para cargos a ser elegidos por mayoría o pluralidad (ejecutivos y senadores), los partidos pueden formar una coalición electoral (coligação) para nominar un solo candidato. Las coaliciones no necesitan estar integradas por los mismos partidos para cada postulación, no necesitan mantenerse después de la elección, y no son válidas para cargos a ser elegidos proporcionalmente (diputados y regidores). Una nueva ley, válida para esta elección, también permitió a los partidos formar un tipo diferente de alianza denominada federación, que actúa como un solo partido para nominar candidatos para todos los cargos en todas las localidades, incluidos los que se elegirán proporcionalmente, y debe mantenerse con una estructura de liderazgo única a lo largo de la legislatura electa. Las federaciones también pueden actuar como partidos para formar coaliciones. Para 2022, las federaciones formadas fueron Brasil de la Esperanza (PT, PCdoB, PV), Siempre Adelante (PSDB, Cidadania) y la Federación PSOL REDE (PSOL, REDE).
Para que los cargos sean elegidos proporcionalmente, cada partido debe postular candidatos de cada sexo en una distribución entre el 30 y el 70%. Por sentencia del Tribunal Superior Electoral y del Supremo Tribunal Federal, los partidos también deben destinar sus fondos y tiempo de transmisión en proporción al número de sus candidatos de cada sexo y raza.

### Procedimiento

Brasil
Países con mesas de votación para ciudadanos brasileños en el exterior

Votar en las elecciones brasileñas solo se puede hacer en persona y solo el día de las elecciones, que siempre es domingo. No existe ninguna disposición ni para el voto por correo ni para el voto anticipado . El registro de votantes debe realizarse con anticipación, y cada votante solo puede votar en una mesa de votación designada, ya sea en función del domicilio registrado del votante o en un lugar diferente que el votante debe solicitar específicamente si planea estar allí temporalmente el día de la elección. Los votantes deben proporcionar una identificación con foto en su mesa de votación antes de proceder a votar.
Se instalaron más de 92.000 mesas de votación en todos los municipios de Brasil, Distrito Federal y Fernando de Noronha. La mayoría de las mesas de votación están en escuelas públicas. En algunas áreas escasamente pobladas, como los territorios indígenas, la instalación y el uso de las mesas de votación requiere viajes y logística extensos. También se instalaron mesas de votación en 160 locales en otros países, principalmente en misiones diplomáticas brasileñas, para ciudadanos residentes en el exterior.
La votación se realiza casi en su totalidad en las máquinad de votación electrónica de grabación directa (DRE), diseñadas para una extrema simplicidad. El votante marca un número correspondiente al candidato o partido deseado, haciendo que aparezca en la pantalla el nombre y la foto del candidato o partido, luego presiona un botón verde para confirmar o un botón naranja para corregir e intentar nuevamente. También es posible dejar el voto en blanco presionando un botón blanco, o anular el voto marcando un número que no corresponda a ningún candidato o partido. Las boletas de papel solo se utilizan en caso de que una máquina de votación funcione mal o en lugares en el extranjero con menos de 100 votantes.
El sistema electrónico está sujeto a pruebas exhaustivas, incluso en máquinas seleccionadas al azar de las mesas de votación reales el día de las elecciones, en presencia de los partidos políticos para descartar el fraude. Una vez finalizada la votación, cada máquina imprime un registro de sus votos totales para cada candidato o partido, que se muestra públicamente para compararlo con los resultados publicados electrónicamente. El sistema entrega los resultados electorales completos generalmente unas pocas horas después de que finaliza la votación, lo cual es extremadamente rápido para una población tan grande como la de Brasil. Al mismo tiempo, el sistema no crea un registro físico de los votos individuales para permitir un recuento electoral completo.

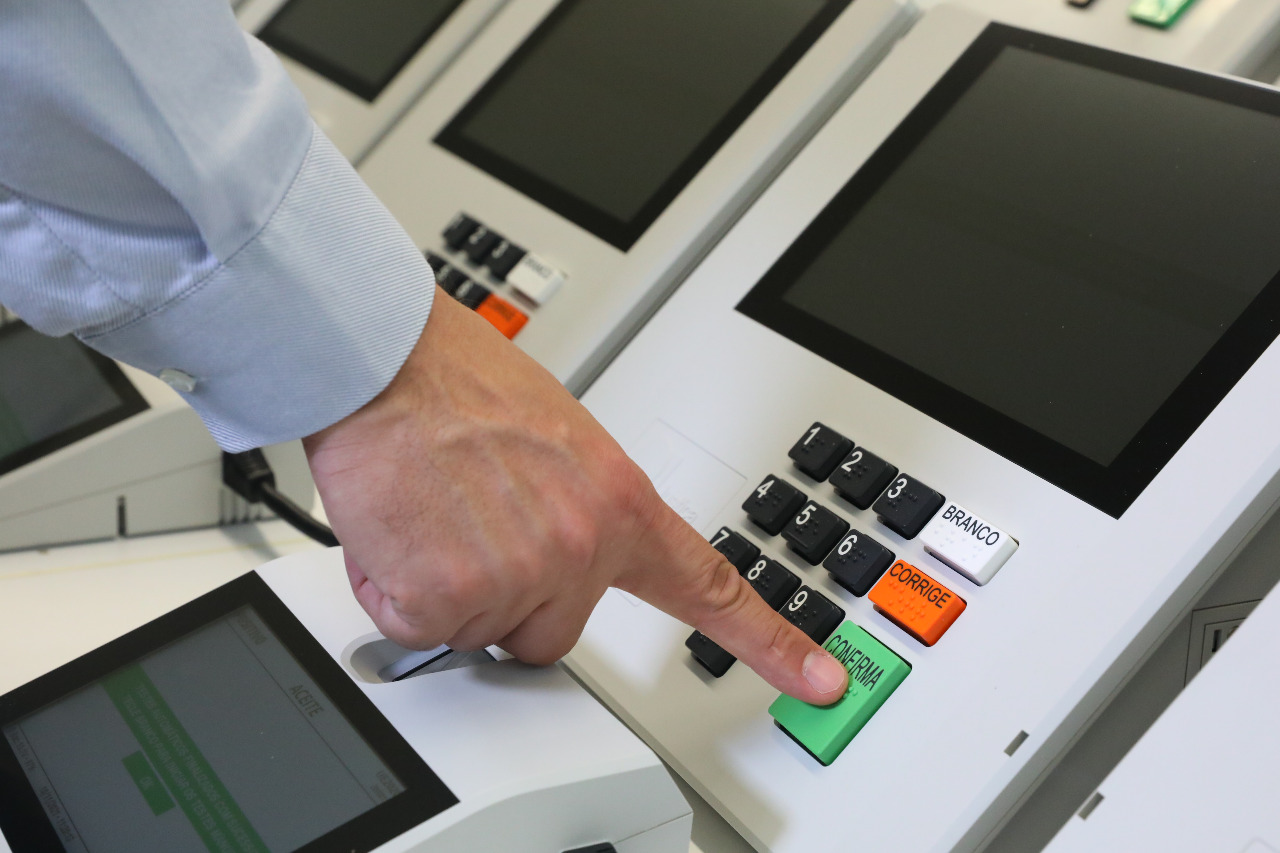
Máquinas de votación brasileñas

El recuento parcial de votos para un cargo solo puede comenzar a publicarse después de que la votación haya finalizado en todos los lugares de Brasil que votan por ese cargo, para evitar influir en los que aún votan. Debido a las zonas horarias de Brasil, en años anteriores, el conteo de votos para presidente (el único que combina votos de más de un estado) solo podía comenzar a publicarse después de que finalizó la votación en UTC−05:00, dos horas después de haber terminado para la gran mayoría de la población en UTC−03:00 . Para evitar esta espera indeseable, el Tribunal Superior Electoral dispuso para 2022 que las mesas de votación operaran al mismo tiempo en todo el país, independientemente de su franja horaria: 9:00 a 18:00 UTC−02:00, 8:00 a las 17:00 UTC−03:00, de las 7:00 a las 16:00 UTC−04:00 y de las 6:00 a las 15:00 UTC−05:00. Políticos del estado de Acre (UTC−05:00) presentaron una demanda legal contra esta orden debido al inicio injustificado de los preparativos para la votación en su hora local; la denuncia fue desestimada por el Supremo Tribunal Federal. El horario de votación unificado no se aplica a las mesas de votación para ciudadanos en el extranjero, que siguen operando de 8:00 a 17:00 hora local, aunque algunas terminan hasta cuatro horas después de las 03:00 UTC.

## Candidatos
Los siguientes políticos han anunciado su candidatura. Los partidos políticos tienen hasta el 15 de agosto de 2022 para registrar formalmente a sus candidatos.
| Candidato a presidente | Candidato a presidente                                             | Imagen                    | Cargo                                         | Partido / Coalición    | Candidato a vicepresidente                                                  | Imagen          | Cargo                                                                 | Partido / Coalición                                                                                                  | Ref                         |
| ---------------------- | ------------------------------------------------------------------ | ------------------------- | --------------------------------------------- | ---------------------- | --------------------------------------------------------------------------- | --------------- | --------------------------------------------------------------------- | --- | --------------------------- |
|                        | Jair Bolsonaro Partido Liberal (PL)                                | Jair Bolsonaro            | Presidente de Brasil (2019-2023)              | Logo of Liberal Party  | Walter Souza Braga Netto Partido Liberal (PL)                               |                 | Ministro de Defensa (2021-2022) Ministro Jefe de Gabinete (2020-2021) | Por el Bien de Brasil PL, Republicanos, Progresistas                                                                 | [ 59 ] [ 60 ] [ 61 ] [ 62 ] |
|                        | Luiz Felipe D'Ávila Partido Nuevo (NOVO)                           |                           | Sin cargo público previo                      |                        | Tiago Mitraud Partido Nuevo (NOVO)                                          |                 | Diputado federal por Minas Gerais (desde 2019)                        | | [ 63 ]                      |
|                        | José Maria Eymael Democracia Cristiana (DC)                        |                           | Diputado federal por São Paulo (1986–1995)    |                        | João Barbosa Bravo Democracia Cristiana (DC)                                |                 | Sin cargo público previo                                              | |                             |
|                        | Ciro Gomes Partido Democrático Laborista (PDT)                     | Ciro Gomes                | Diputado federal por Ceará (2007–2011)        | Logo of PDT            | Ana Paula Matos Partido Democrático Laborista (PDT)                         |                 | Vicealcaldesa de Salvador (desde 2021)                                | | [ 64 ]                      |
|                        | Kelmon Souza Partido Laborista Brasileño (PTB)                     |                           | Sin cargo público previo                      |                        | Luiz Cláudio Gamonal Partido Laborista Brasileño (PTB)                      |                 | Sin cargo público previo                                              | |                             |
|                        | Sofia Manzano Partido Comunista Brasileño (PCB)                    |                           | Sin cargo público previo                      |                        | Antonio Alves da Silva Partido Comunista Brasileño (PCB)                    |                 | Sin cargo público previo                                              | |                             |
|                        | Leonardo Péricles Unidad Popular (UP)                              |                           | Sin cargo público previo                      |                        | Samara Martins Unidad Popular (UP)                                          |                 | Sin cargo público previo                                              | | [ 65 ] [ 66 ] [ 67 ]        |
|                        | Vera Lúcia Partido Socialista de los Trabajadores Unificado (PSTU) |                           | Sin cargo público previo                      |                        | Künã Yporã Tremembé Partido Socialista de los Trabajadores Unificado (PSTU) |                 | Sin cargo público previo                                              | |                             |
|                        | Luiz Inácio Lula da Silva Partido de los Trabajadores (PT)         | Luís Inácio Lula da Silva | Presidente de Brasil (2003–2010)              | Logo of Workers' Party | Geraldo Alckmin Partido Socialista Brasileño (PSB)                          | Geraldo Alckmin | Gobernador de São Paulo (2011–2018)                                   | Brasil de Esperanza - Brasil de Esperanza: PT, PCdoB, PV - Federación PSOL-REDE PSB, Solidaridad, Avante, Agir, PROS | [ 68 ] [ 69 ] [ 70 ] [ 71 ] |
|                        | Simone Tebet Movimiento Democrático Brasileño (MDB)                |                           | Senadora por Mato Grosso del Sur (desde 2015) |                        | Mara Gabrilli Partido de la Social Democracia Brasileña (PSDB)              |                 | Senadora por São Paulo (desde 2019)                                   | Brasil para Todos MDB, Podemos - Federación PSDB Ciudadanía                                                          |                             |
|                        | Soraya Thronicke Unión Brasil (UB)                                 |                           | Senadora por Mato Grosso del Sur (desde 2019) |                        | Marcos Cintra Unión Brasil (UB)                                             |                 | Diputado federal por São Paulo (1999–2003)                            | |                             |

## Debates
A continuación se muestra una lista de los debates presidenciales programados o realizados para las elecciones de 2022 (horarios en UTC−03:00 ). Por primera vez desde las elecciones presidenciales de 1989, estaciones de radio y televisión, periódicos y sitios web de noticias se agruparon en pools para realizar debates presidenciales, a pedido de las campañas con el fin de reducir la cantidad de debates programados para las elecciones de 2022.

### Primera vuelta
| P Presente A Ausente NI No invitado | P Presente A Ausente NI No invitado                 | P Presente A Ausente NI No invitado                      | P Presente A Ausente NI No invitado | P Presente A Ausente NI No invitado | P Presente A Ausente NI No invitado | P Presente A Ausente NI No invitado | P Presente A Ausente NI No invitado | P Presente A Ausente NI No invitado | P Presente A Ausente NI No invitado |
| ----------------------------------- | --------------------------------------------------- | -------------------------------------------------------- | ----------------------------------- | ----------------------------------- | ----------------------------------- | ----------------------------------- | ----------------------------------- | ----------------------------------- | ----------------------------------- |
| Fecha/Lugar                         | Organizadores                                       | Moderadores                                              | PL                                  | PT                                  | NOVO                                | PDT                                 | MDB                                 | UNIÃO                               | PTB                                 |
| Fecha/Lugar                         | Organizadores                                       | Moderadores                                              | Bolsonaro                           | Lula                                | d'Avila                             | Gomes                               | Tebet                               | Thronicke                           | Souza                               |
| 28/08/2022, 21:00, São Paulo        | Bandeirantes, TV Cultura, Folha, UOL                | Adriana Araújo Eduardo Oinegue Fabíola Cidral Leão Serva | P                                   | P                                   | P                                   | P                                   | P                                   | P                                   | A                                   |
| 24/09/2022, 18:15, Osasco           | SBT, CNN Brasil, Estado, Veja, Terra, NovaBrasil FM | Carlos Nascimento                                        | P                                   | A                                   | P                                   | P                                   | P                                   | P                                   | P                                   |
| 29/09/2022, 22:30, Río de Janeiro   | Globo                                               | William Bonner                                           | P                                   | P                                   | P                                   | P                                   | P                                   | P                                   | P                                   |

### Segunda vuelta
| P Presente A Ausente NI No invitado          | P Presente A Ausente NI No invitado                 | P Presente A Ausente NI No invitado                      | P Presente A Ausente NI No invitado | P Presente A Ausente NI No invitado |
| -------------------------------------------- | --------------------------------------------------- | -------------------------------------------------------- | ----------------------------------- | ----------------------------------- |
| Fecha/Lugar                                  | Organizadores                                       | Moderadores                                              | PL                                  | PT                                  |
| Fecha/Lugar                                  | Organizadores                                       | Moderadores                                              | Bolsonaro                           | Lula                                |
| 16 de octubre de 2022, 20:00, São Paulo      | Bandeirantes, TV Cultura, Folha, UOL                | Adriana Araújo Eduardo Oinegue Fabíola Cidral Leão Serva | P                                   | P                                   |
| 21 de octubre de 2022, 21:30, Osasco         | SBT, CNN Brasil, Estado, Veja, Terra, NovaBrasil FM | Carlos Nascimento                                        | P                                   | A                                   |
| 23 de octubre de 2022, 21:30, São Paulo      | Record                                              | Eduardo Ribeiro                                          | P                                   | A                                   |
| 28 de octubre de 2022, 21:30, Río de Janeiro | Globo                                               | William Bonner                                           | P                                   | P                                   |

## Resultados

### Presidente de la República
|  | 48.43 % |

|  | 50,90 % |

|  | 43.20 % |

|  | 49,10 % |

|  | 4.16 % |

|  | 3.04 % |

|  | 0.51 % |

|  | 0.47 % |

|  | 0.07 % |

|  | 0.05 % |

|  | 0.04 % |

|  | 0.02 % |

|  | 0.01 % |

|  | 95.59 % |

|  | 95.41 % |

|  | 2.82 % |

|  | 3.16 % |

|  | 1.59 % |

|  | 1.43 % |

|  | 100.00 % |

|  | 100.00 % |

|  | 79.05 % |

|  | 79.41 % |

### Senado Federal
|  | 25.39 % |

|  | 13.67 % |

|  | 12.08 % |

|  | 0.48 % |

|  | 0.30 % |

|  | 13.01 % |

|  | 11.36 % |

|  | 7.62 % |

|  | 5.49 % |

|  | 4.30 % |

|  | 4.28 % |

|  | 3.90 % |

|  | 2.05 % |

|  | 1.78 % |

|  | 1.59 % |

|  | 1.39 % |

|  | 0.00 % |

|  | 1.39 % |

|  | 1.37 % |

|  | 0.76 % |

|  | 0.68 % |

|  | 0.01 % |

|  | 0.69 % |

|  | 0.48 % |

|  | 0.29 % |

|  | 0.21 % |

|  | 0.13 % |

|  | 0.09 % |

|  | 0.08 % |

|  | 0.06 % |

|  | 0.06 % |

|  | 0.03 % |

|  | 0.02 % |

|  | 0.02 % |

|  | 0.01 % |

|  | 80.83 % |

|  | 7.58 % |

|  | 11.59 % |

|  | 100.00 % |

|  | 79.20 % |

### Cámara de Diputados
|  | 16.64 % |

|  | 12.08 % |

|  | 0.48 % |

|  | 0.30 % |

|  | 14.03 % |

|  | 9.34 % |

|  | 7.95 % |

|  | 7.58 % |

|  | 7.19 % |

|  | 6.96 % |

|  | 3.02 % |

|  | 1.48 % |

|  | 4.50 % |

|  | 3.52 % |

|  | 0.72 % |

|  | 4.24 % |

|  | 3.81 % |

|  | 3.50 % |

|  | 3.30 % |

|  | 2.00 % |

|  | 1.78 % |

|  | 1.56 % |

|  | 1.40 % |

|  | 1.30 % |

|  | 1.24 % |

|  | 0.73 % |

|  | 0.27 % |

|  | 0.23 % |

|  | 0.15 % |

|  | 0.09 % |

|  | 0.08 % |

|  | 0.08 % |

|  | 0.05 % |

|  | 0.03 % |

|  | 0.01 % |

|  | 88.81 % |

|  | 6.09 % |

|  | 5.10 % |

|  | 100.00 % |

|  | 79.20 % |

### Gobernadores electos
| Bandera | Estado              | UF | Gobernador/a              | Gobernador/a | Vicegobernador/a     | Vicegobernador/a | Resultados |
| Bandera | Estado              | UF | Titular                   | Partido      | Titular              | Partido          | Resultados |
| ------- | ------------------- | -- | ------------------------- | ------------ | -------------------- | ---------------- | ---------- |
|         | Acre                | AC | Gladson Cameli            | PP           | Mailza Gomes         | PP               | AC 2022    |
|         | Alagoas             | AL | Paulo Dantas              | MDB          | Ronaldo Lessa        | PDT              | AL 2022    |
|         | Amapá               | AP | Clécio Luís               | SD           | Antônio Teles Júnior | PDT              | AP 2022    |
|         | Amazonas            | AM | Wilson Lima               | UNIÃO        | Tadeu de Souza       | AVANTE           | AM 2022    |
|         | Bahia               | BA | Jerônimo Rodrigues        | PT           | Geraldo Júnior       | MDB              | BA 2022    |
|         | Ceará               | CE | Elmano de Freitas         | PT           | Jade Romero          | MDB              | CE 2022    |
|         | Distrito Federal    | DF | Ibaneis Rocha             | MDB          | Celina Leão          | PP               | DF 2022    |
|         | Espírito Santo      | ES | Renato Casagrande         | PSB          | Ricardo Ferraço      | PSDB             | ES 2022    |
|         | Goiás               | GO | Ronaldo Caiado            | UNIÃO        | Daniel Vilela        | MDB              | GO 2022    |
|         | Maranhão            | MA | Carlos Brandão            | PSB          | Felipe Camarão       | PT               | MA 2022    |
|         | Mato Grosso         | MT | Mauro Mendes              | UNIÃO        | Otaviano Pivetta     | Republicanos     | MT 2022    |
|         | Mato Grosso do Sul  | MS | Eduardo Riedel            | PSDB         | José Carlos Barbosa  | PP               | MS 2022    |
|         | Minas Gerais        | MG | Romeu Zema                | NOVO         | Mateus Simões        | NOVO             | MG 2022    |
|         | Pará                | PA | Helder Barbalho           | MDB          | Hana Ghassan         | MDB              | PA 2022    |
|         | Paraíba             | PB | João Azevêdo              | PSB          | Lucas Ribeiro        | PP               | PB 2022    |
|         | Paraná              | PR | Ratinho Junior            | PSD          | Darci Piana          | PSD              | PR 2022    |
|         | Pernambuco          | PE | Raquel Lyra               | PSDB         | Priscila Krause      | Cidadania        | PE 2022    |
|         | Piauí               | PI | Rafael Fonteles           | PT           | Themistocles Filho   | MDB              | PI 2022    |
|         | Río de Janeiro      | RJ | Cláudio Castro            | PL           | Thiago Pampolha      | UNIÃO            | RJ 2022    |
|         | Rio Grande do Norte | RN | Fátima Bezerra            | PT           | Walter Alves         | MDB              | RN 2022    |
|         | Rio Grande do Sul   | RS | Eduardo Leite             | PSDB         | Gabriel Souza        | MDB              | RS 2022    |
|         | Rondônia            | RO | Marcos Rocha              | UNIÃO        | Sérgio Gonçalves     | UNIÃO            | RO 2022    |
|         | Roraima             | RR | Antonio Denarium          | PP           | Edilson Damião       | Republicanos     | RR 2022    |
|         | Santa Catarina      | SC | Jorginho Mello            | PL           | Delegada Marilisa    | PL               | SC 2022    |
|         | São Paulo           | SP | Tarcísio Gomes de Freitas | Republicanos | Felicio Ramuth       | PSD              | SP 2022    |
|         | Sergipe             | SE | Fábio Mitidieri           | PSD          | Zezinho Sobral       | PDT              | SE 2022    |
|         | Tocantins           | TO | Wanderlei Barbosa         | Republicanos | Laurez Moreira       | PDT              | TO 2022    |

## Reacciones

### Internacionales
- Argentina: «Felicito a mi querido Lula por su triunfo en primera vuelta y hago llegar mi sincero respeto al pueblo de Brasil» mencionó Alberto Fernández, el presidente de Argentina.
- Australia: Anthony Albanese, Primer ministro de Australia, felicitó a Lula da Silva tras su victoria: «Enormes felicitaciones a Lula por una tremenda victoria en las elecciones brasileñas. Esperamos trabajar con usted en la protección de nuestro medioambiente global».[78]
- Canadá: El primer ministro de Canadá, Justin Trudeau, felicitó al presidente re-reelecto mediante una publicación en Twitter: «El pueblo de Brasil ha hablado. Tengo muchas ganas de trabajar con Lula para fortalecer la asociación entre nuestros países, generar resultados para los canadienses y los brasileños y promover prioridades compartidas, como la protección del medio ambiente. ¡Felicidades, Lula!».[78]
- Colombia: «Felicito a Lula por su victoria en primera vuelta. Felicito al pueblo brasileño por su enorme participación electoral» dijo en una rueda de prensa Gustavo Petro el presidente de Colombia.
- Ecuador: El presidente de Ecuador, Guillermo Lasso, felicitó a Luiz Inácio Lula da Silva en las redes sociales: «Felicito a Lula  por su elección como presidente de la República Federativa de Brasil. En democracia, seguiremos fortaleciendo la amistad y cooperación entre nuestros países por mejores días para nuestros ciudadanos. Nuestra región se sigue integrando en pluralidad», escribió vía Twitter.[78]
- España: «Enhorabuena, Lula, por tu victoria en estas elecciones en las que Brasil ha decidido apostar por el progreso y la esperanza» escribió en su Twitter el presidente del Gobierno, Pedro Sánchez.[79]
- Estados Unidos: En un mensaje difundido por la Casa Blanca, el presidente estadounidense, Joe Biden, felicitó al presidente re-reelecto: «Envío mis felicitaciones a Luis Inácio Lula da Silva en su elección para ser el próximo presidente de Brasil en estas elecciones libres, justas y fiables. Espero que trabajemos juntos para continuar la cooperación de los dos países en los próximos meses y años».[80]
- Guatemala: El presidente de Guatemala, Alejandro Giammattei, felicitó al gobierno electo y al pueblo brasileño: «Felicitamos al pueblo brasileño, que luego de participar en el proceso electoral ratifica su compromiso con la democracia en la región. Desde Guatemala le deseamos una exitosa gestión al nuevo gobierno», escribió vía Twitter.[78]
- Japón: El primer ministro japonés, Fumio Kishida, envió a través de cauces diplomáticos un mensaje a Lula en el que «expresó su deseo de trabajar junto a Brasil, un socio global estratégico, para desarrollar aún más la tradicional y buena relación bilateral».[81]
- México:«Felicidades hermano y compañero Lula. El pueblo de Brasil demostró una vez más su vocación democrática.» dijo el presidente de Estados Unidos de México Andrés Manuel López Obrador.[82]
- Noruega: Pocas horas después de la victoria de Lula da Silva para otro mandato como presidente, el gobierno noruego anunció que reanudará la ayuda financiera a Brasil para reducir la deforestación en la amazonía.[83]
- Panamá: «Saludo al pueblo brasileño por su contienda electoral democrática, y felicito al nuevo presidente electo Lula, deseándole el mayor de los éxitos. Esperamos seguir recorriendo juntos el camino de la amistad y la cooperación en beneficio de nuestras naciones» fue el mensaje que Laurentino Cortizo, presidente de Panamá publicó vía Twitter.[78]
- Portugal: El presidente portugués, Marcelo Rebelo de Sousa, señaló en un comunicado que tiene «la certeza» de que el mandato de Lula da Silva «corresponderá a un periodo promisorio en las relaciones fraternales entre los pueblos brasileño y portugués, y por eso también entre los dos Estados».[84]